# China National Nuclear Corporation
Die China National Nuclear Corporation (chinesisch 中国核工业集团有限公司, Pinyin Zhōngguó Hé Gōngyè Jítuán Yǒuxiàn Gōngsī), kurz 中核集团 bzw. CNNC, ist ein chinesischer Kraftwerksbetreiber und Entwicklungsunternehmen mit Schwerpunkt Kernenergie. Der Hauptsitz der Firma befindet sich im Stadtbezirk Xicheng von Peking. Vorstandsvorsitzender der CNNC ist seit dem 19. Juli 2018 der Reaktoringenieur Yu Jianfeng (余剑锋, * 1965), der nach seinem Eintritt in die Firma im August 1988 zunächst bis 1995 für den Reaktor 101 zuständig war und dann immer weiter aufstieg.

## Geschichte

### Drittes Ministerium für Maschinenbauindustrie

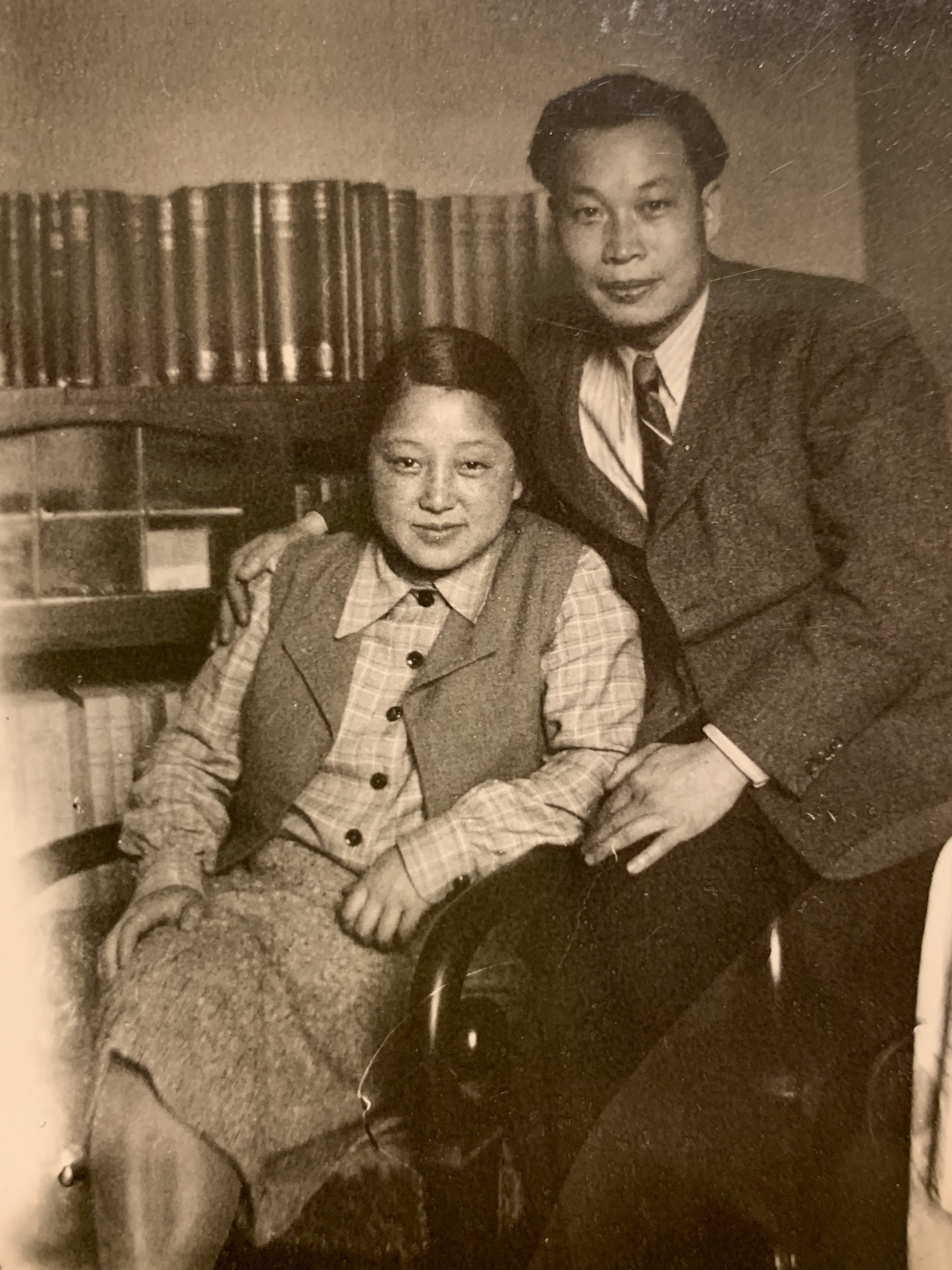
Qian Sanqiang mit der Kernphysikerin He Zehui

Nachdem der amerikanische Präsident Harry S. Truman am 30. November 1950 auf einer Pressekonferenz im Rahmen des Koreakriegs mit dem Einsatz von Kernwaffen gegen die Volksrepublik China gedroht hatte,
beschloss das Zentralkomitee der Kommunistischen Partei Chinas, ebenfalls Kernwaffen zu entwickeln.
Der Kernphysiker Qian Sanqiang hatte nach seiner Rückkehr aus Frankreich 1948 am 19. Mai 1950 zusammen mit dem Physiker Wu Youxun das Institut für Moderne Physik der Chinesischen Akademie der Wissenschaften gegründet, dessen Leitung er 1951 übernahm. Der Forschungsschwerpunkt des Instituts lag bei der Kernphysik und insbesondere bei der Radiochemie, mit der die Grundlagen für eine Nutzung der Kernenergie geschaffen werden sollten. Am 1. Juni 1954 ging 100 km südwestlich von Moskau das Kernkraftwerk Obninsk in Betrieb, im Oktober 1954 entdeckte ein Prospektionstrupp des damaligen Ministeriums für Geologie in Guangxi die erste Uranlagerstätte,  und am 15. Januar 1955 beschloss das Zentralkomitee der KPCh den Bau von Kernkraftwerken.
Am 27. April 1955 wurde auf der Basis jenes Beschlusses mit der Sowjetunion ein Abkommen zur friedlichen Nutzung der Kernenergie geschlossen und vereinbart, dass die Sowjetunion China dabei unterstützen würde, einen Schwerwasserreaktor mit einer Leistung von 7 MW und ein Zyklotron mit einem Durchmesser von 1,2 m zu bauen. Das Institut für Moderne Physik war 1953 in „Institut für Physik der Chinesischen Akademie der Wissenschaften“ umbenannt worden. 1954 war es von seinem ursprünglichen Standort im Pekinger Stadtbezirk Dongcheng nach Zhongguancun im Westen der Stadt verlegt worden. 1955 wurde nun für den Reaktor bei der damaligen Gemeinde Tuoli (坨里乡, heute Großgemeinde Qinglonghu im südwestlichen Stadtbezirk Fangshan) ein neuer Institutskomplex gebaut, die sogenannte „Fabrik 601“ (601厂), 1959 umbenannt in „Institut 401“ (401所).
Am 26. Mai 1956 war Baubeginn für den „Reaktor 101“ (101堆) und das Zyklotron. Am 13. Juni 1958 erreichte der Reaktor erstmal die Kritikalität, am 27. September 1958 gingen Reaktor und Zyklotron in Betrieb.
Gleichzeitig wurde das Institut für Physik in „Institut für Atomenergie der Chinesischen Akademie der Wissenschaften“ umbenannt.
Am 16. November 1956 wurde per Beschluss des Ständigen Ausschusses des Nationalen Volkskongresses das Dritte Ministerium für Maschinenbauindustrie der Volksrepublik China (中华人民共和国第三机械工业部) gegründet, das für den Aufbau der chinesischen Atomindustrie und die Herstellung von Kernwaffen zuständig sein sollte. Leiter des Dritten Ministeriums wurde General Song Renqiong, Qian Sanqiang wurde einer seiner Stellvertreter.
Zunächst musste man sich auf theoretische Vorarbeiten beschränken. Das änderte sich erst, nachdem Vizepremier Nie Rongzhen am 15. Oktober 1957 in Moskau das „Übereinkommen zwischen der Chinesischen Regierung und der Regierung der Sowjetunion über die Herstellung neuartiger Waffen und militärischer Ausrüstung sowie den Aufbau einer umfassenden Atomindustrie in China“ unterzeichnet hatte. Auf der Basis dieses Übereinkommens kamen rund 1400 sowjetische Berater nach China, darunter 111 Atomexperten und 43 auf den Abbau von Uran spezialisierte Geologen.

### Zweites Ministerium für Maschinenbauindustrie

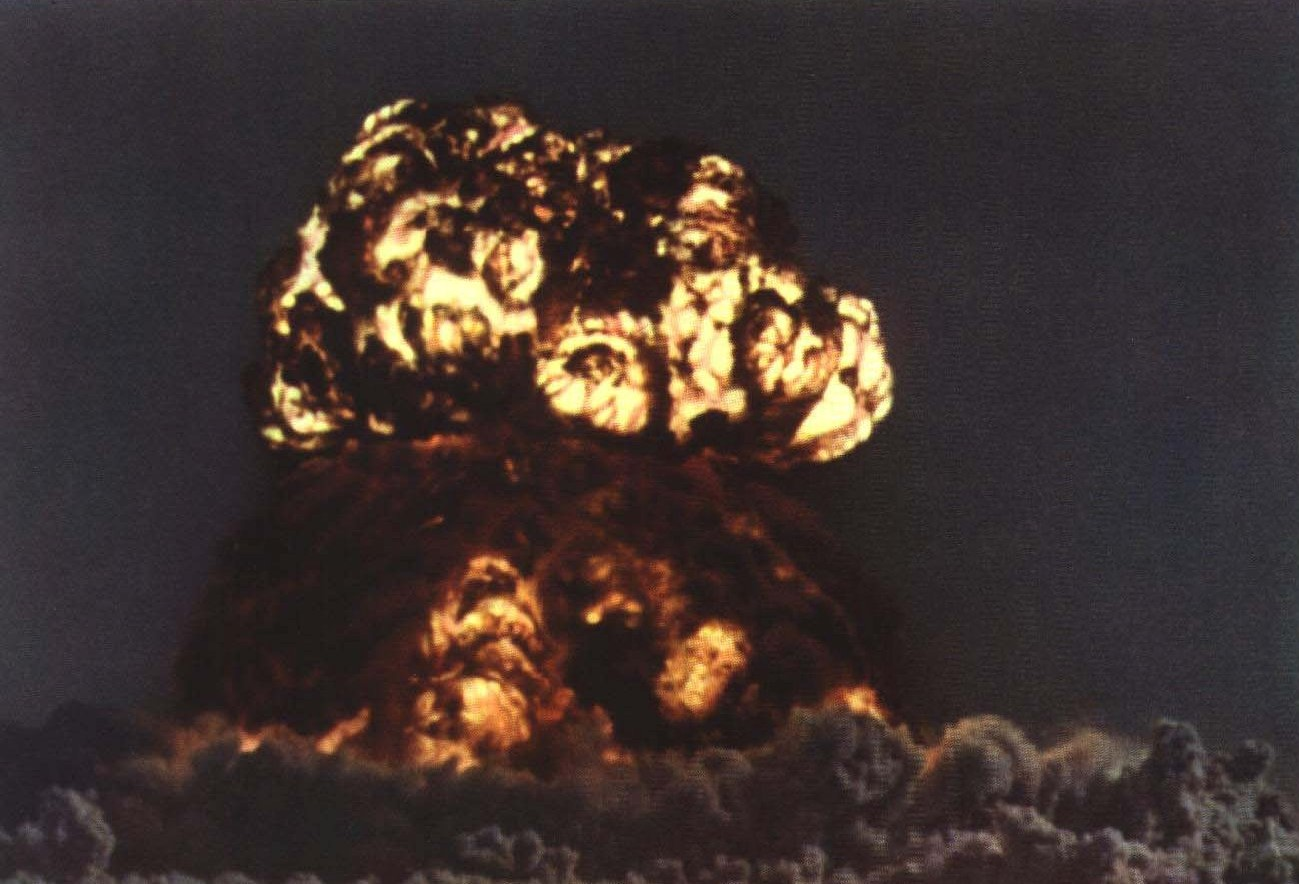
Detonation der ersten chinesischen Atombombe am 16. Oktober 1964

Am 11. Februar 1958 verabschiedete der Nationale Volkskongress eine Kabinettsreform, bei der das Dritte Ministerium für Maschinenbauindustrie in „Zweites Ministerium für Maschinenbauindustrie“ umbenannt wurde. Das ehemalige, für Infanteriewaffen, Panzer und Luftfahrtindustrie zuständige Zweite Ministerium wurde mit dem Ersten Ministerium für Maschinenbauindustrie vereinigt. Leiter des Zweiten Ministeriums blieb bis zum 20. Oktober 1977 Song Renqiong.
Bereits am 8. Januar 1958 hatte das Dritte Ministerium das sogenannte „9. Büro“ (第九局) unter der Leitung von Generalmajor Li Jue (李觉, 1914–2010) eingerichtet, das sich mit der Entwicklung von Kernwaffen befassen sollte. Am 13. Juli 1958 genehmigte das Zweite Ministerium den Bau eines neuen Gebäudekomplexes im Westen von Peking, in den die nun „Institut für Kernwaffenforschung des Zweiten Ministeriums für Maschinenbauindustrie“ (第二机械工业部核武器研究所) genannte Einrichtung, auch bekannt als „9. Forschungsinstitut“ (第九研究所), am 10. Oktober 1958 einzog. Die Aufgabe der Wissenschaftler war, sich die von den sowjetischen Experten zur Verfügung gestellten mathematischen Modelle und Planzeichnungen anzueignen, zu übersetzen und technisches Personal auszubilden.
Ebenfalls im Jahr 1958 genehmigte Deng Xiaoping, damals Vizepremier und Generalsekretär des Zentralkomitees der KPCh, den Bau des „Bergwerks 711“ (711矿) bei einer großen Uranlagerstätte in Chenzhou, Provinz Hunan, das am 1. September 1960 seinen Betrieb aufnahm.
Am 16. Oktober 1964 wurde auf dem Kernwaffentestgelände Lop Nor die erste chinesische Atombombe mit einer Sprengkraft von 22 kT gezündet.
Am 20. Dezember 1964 erreichte der ab 1959 vom Institut für Atomenergie nach sowjetischen Bauplänen auf dem Gelände des Instituts für Physik in Fangshan gebaute „Schwimmbadreaktor 492“ (492游泳池反应堆) mit einer Leistung von 5,3 MW erstmals die Kritikalität.
Primär betrieb man beim Zweiten Ministerium jedoch Waffenentwicklung – bis zum 16. Oktober 1980 wurden allein 23 oberirdische Kernwaffentests durchgeführt. Auch der Leichtwasserreaktor 492 diente in der Anfangsphase dazu, Brennelemente für die in Entwicklung befindlichen U-Boot-Reaktoren zu testen, später auch die Langzeitwirkung radioaktiver Strahlung auf verschiedene Materialien.

### Ministerium für Atomindustrie
Am 4. Mai 1982 wurde das Zweite Ministerium für Maschinenbauindustrie im Rahmen einer vom Ständigen Ausschusses des Nationalen Volkskongresses beschlossenen Kabinettsreform in „Ministerium für Atomindustrie der Volksrepublik China“ (中华人民共和国核工业部) umbenannt. Die Leitung des Ministeriums wurde von Zhang Chen (张忱, 1918–2011) übernommen, die seit Juli 1964 im Zweiten Ministerium tätig gewesen war, zuerst als stellvertretende Leiterin des Konstruktionsbüros, dann als stellvertretende Leiterin des Planungsbüros und schließlich als Leiterin dieser Abteilung. Auch als sie im Juni 1983 zehn Jare jenseits der chinesischen Pensionsgrenze ihren Ministerinnenposten an ihren bisherigen Stellvertreter Jiang Xinxiong (蒋心雄, * 1931) abgab, blieb sie weiterhin als Beraterin für das Ministerium tätig.

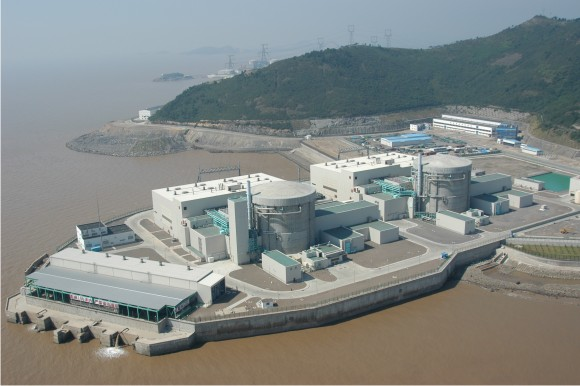
Qinshan, das erste Atomkraftwerk Chinas, im Jahr 2003

Am 1. Februar 1973 war auf der Basis einer Anweisung von Premierminister Zhou Enlai vom 11. September 1972 ein Teil des Instituts für Atomenergie ausgegliedert und daraus das Institut für Hochenergiephysik der Chinesischen Akademie der Wissenschaften gebildet worden.
Der Rest des Instituts für Atomenergie ging 1984 aus der Zuständigkeit der Akademie der Wissenschaften in die des Ministeriums über, der Name wurde in „Chinesisches Forschungsinstitut für Atomenergie“ geändert, im internationalen Sprachgebrauch China Institute of Atomic Energy, kurz CIAE. Bereits seit 1978, mit dem Beginn der Reform- und Öffnungspolitik, hatte das damalige Institut für Atomenergie daran gearbeitet, die bislang primär militärisch genutzte Kernenergie auch für zivile Zwecke nutzbar zu machen, wobei es jedoch nicht zu Kürzungen bei den militärischen Bereichen kommen durfte – im damaligen Sprachgebrauch „das Militärische bewahren und in den zivilen Sektor übertragen“ (保军转民).
Zhou Enlai hatte sich bereits seit 1955 für den Bau von Kernkraftwerken eingesetzt. Ende 1969, in den Wirren der Kulturrevolution, richtete die Stadtverwaltung von Shanghai wegen des dortigen Energiemangels einen dringenden Hilferuf an den Premierminister. Am 8. Februar 1970 kam Zhou Enlai nach Shanghai, um sich vor Ort selbst ein Bild zu machen. Anschließend sagte er in einer Rede: „Das Zweite Ministerium für Maschinenbauindustrie kann nicht nur ein Explosionsministerium sein. Wir müssen die Kernkraft friedlich nutzen, wir müssen ein Kernkraftwerk bauen.“
Dies war der Beginn des nach dem Datum „Projekt 728“ (728工程) genannten Plans zum Bau eines Atommeilers für Stromproduktion.
Zunächst hatte man einen Flüssigsalzreaktor ins Auge gefasst, stieß dabei jedoch auf technische Probleme, die man nicht lösen konnte. Schließlich entschied man sich für einen Druckwasserreaktor. Auch die Standortsuche gestaltete sich schwierig. Nachdem man fünf verschiedene Standorte in Südostchina verworfen hatte, einigte man sich schließlich auf die damalige Großgemeinde Qinshan (秦山镇) im Kreis Haiyan an der Küste der Provinz Zhejiang. Nach einem mehrjährigen Genehmigungsverfahren war schließlich am 20. März 1985 Baubeginn für das Kernkraftwerk Qinshan, am 15. Dezember 1991 ging Chinas erstes Atomkraftwerk ans Netz.

### Dachgesellschaft für Atomindustrie
Am 9. April 1988 wurde per Beschluss des Nationalen Volkskongresses das Ministerium für Atomenergie aufgelöst und seine Verwaltungsaufgaben dem neu gebildeten Energieministerium zugewiesen. Auf derselben Sitzung hatte das Parlament beschlossen, die Chinesische Dachgesellschaft für Atomindustrie (中国核工业总公司) zu gründen.
Die tatsächliche Gründung der Firma fand nach Genehmigung durch den Staatsrat der Volksrepublik China am 16. September 1988 statt.
Die Dachgesellschaft für Atomindustrie war für Forschung, Entwicklung, Bau und Wartung von Kernwaffen, Kernkraftwerken, Kernbrennstoff und Kerntechnik zuständig, außerdem für internationale Wirtschaftskooperation (nicht jedoch Forschungskooperation) auf diesen Gebieten sowie den Import und Export (keine Kernwaffen) der entsprechenden Güter und Dienstleistungen.
Das 9. Forschungsinstitut, das 1982 in die Zuständigkeit des Ministeriums für Atomindustrie übergegangen war, verwendete in der Außendarstellung seit 1985 die Bezeichnung „Chinesische Akademie für technische Physik“ (中国工程物理研究院). Im Februar 1990 wurde die Akademie, die sich weiterhin mit Kernwaffenforschung befasste, per Beschluss des Staatsrats und der Zentralen Militärkommission aus der Zuständigkeit der Dachgesellschaft für Atomindustrie herausgelöst und unter diesem Namen der Kommission für Wissenschaft, Technik und Industrie für Landesverteidigung unterstellt. Im Ausland ist die Einrichtung unter der englischen Bezeichnung China Academy of Engineering Physics bzw. CAEP bekannt.

### China National Nuclear Corporation
Am 1. Juli 1999 wurden die ursprünglich fünf großen Dachgesellschaften des militärisch-industriellen Komplexes in zehn kleinere, aber immer noch sehr große Staatskonzerne aufgespalten, so zum Beispiel die Dachgesellschaft für Raumfahrtindustrie in die primär zivile China Aerospace Science and Technology Corporation und die primär militärische China Aerospace Science and Industry Corporation. Aus der Dachgesellschaft für Atomindustrie wurden die China Nuclear Engineering and Construction Corporation (中国核工业建设集团公司, CNEC), die sich primär mit dem Bau von Kernkraftwerken befasste, sowie die China National Nuclear Corporation (中国核工业集团公司, CNNC), die auch auf dem Gebiet der Kernwaffen aktiv war. Dies gilt heute als Gründungstag der China National Nuclear Corporation. Zu diesem Zeitpunkt waren für die CNNC 77 Prospektionsgruppen mit insgesamt 58.000 Mitarbeitern in ganz China unterwegs, um neue Uranlagerstätten zu finden. Diese wurden nun aus der Firma herausgelöst und bis zum 22. Mai 2000 alle den Provinzregierungen unterstellt.
Am 30. September 2003 wurden die CNNC und die CNEC per Erlass des Staatsrats zusammen mit 187 weiteren Staatsbetrieben in Zentral Verwaltete Unternehmen umgewandelt – CNNC und CNEC waren die Nummer 1 und 2 auf der Liste – die nun nicht mehr den zuständigen Ministerien, sondern der Kommission zur Kontrolle und Verwaltung von Staatsvermögen unterstanden.
Zu jener Zeit gab es in der chinesischen Führung eine starke Tendenz zur Marktwirtschaft. Am 22. Mai 2007 wurden CNNC und CNEC in Gesellschaften mit beschränkter Haftung umgewandelt, im Prinzip die gleiche Rechtsform wie die deutsche GmbH. Die marktwirtschaftliche Orientierung führte in ganz China zu einem ernsthaften Korruptionsproblem. So nahm zum Beispiel Kang Rixin, seit dem 30. September 2003 Hauptgeschäftsführer (总经理) der CNNC, vom französischen Atomkonzern Areva zwischen 2004 und 2009 rund eine Million Dollar Bestechungsgelder an, um Areva bei Auftragsvergaben zu bevorzugen. Am 19. November 2010 wurde er hierfür zu einer lebenslangen Freiheitsstrafe verurteilt, dann allerdings am 6. September 2016 zu zwanzig Jahren Haft begnadigt.
Auch die Aufteilung in einen zivilen und einen militärischen Sektor hatte sich nicht bewährt. Daher fusionierten CNNC und CNEC am 31. Januar 2018 mit Genehmigung des Staatsrats. Die vereinigte Firma führte den Namen „China National Nuclear Corporation“ weiter.

## Forschungsinstitute
Die CNNC verfügt über eine Reihe von Forschungsinstituten:
- Chinesisches Forschungsinstitut für Atomenergie, Peking (CIAE)
- Chinesisches Institut für Konstruktion von Kernkraftanlagen, Chengdu (中国核动力研究设计院, Nuclear Power Institute of China, NPIC)[36]
- Südwestchinesisches Institut für Physik, Chengdu (核工业西南物理研究院, Southwestern Institute of Physics, SWIP, Kernfusionsreaktoren)[37]
- Chinesisches Institut für Strahlenschutz, Taiyuan (中国辐射防护研究院, China Institute for Radiation Protection, CIRP)[38][39]
- Pekinger Forschungsinstitut für Geologie (核工业北京地质研究院, Beijing Research Institute of Uranium Geology, BRIUG)[40]
- Chinesisches Institut für strategische Planung der Atomindustrie GmbH, Peking (中核战略规划研究总院有限公司, China Institute of Nuclear Industry Strategy, CINIS)[41][42]

## Geschäftsfelder

### Kernkraftwerke
Das Hauptgeschäftsfeld der China National Nuclear Corporation sind Kernkraftwerke. Ende 2019 betrieb die Firma in ihren fünf Kraftwerken 22 Reaktoren, die in jenem Jahr 136,2 Milliarden Kilowattstunden erzeugten.
Das Kernkraftwerk Zhangzhou mit sechs geplanten Reaktoren im Kreis Yunxiao an der Küste der Provinz Fujian war 2022 noch im Bau. Die CNNC plant die Kernkraftwerke, führt das Genehmigungsverfahren durch, übernimmt Finanzierung und Bau, wartet die Reaktoren und bestückt sie bei Bedarf mit frischen Brennstäben. Der Regelbetrieb erfolgt über die Chinesische Kernkraft AG, teilweise in Kooperation mit der China Huaneng Group oder Betreiberfirmen im Besitz von Provinzregierungen. Im Jahr 2022 betrieb die CNNC folgende Kernkraftwerke:
- Kernkraftwerk Qinshan, Provinz Zhejiang
- Kernkraftwerk Tianwan, Provinz Jiangsu
- Kernkraftwerk Sanmen, Provinz Zhejiang
- Kernkraftwerk Fuqing, Provinz Fujian
- Kernkraftwerk Changjiang, Provinz Hainan[43]

Kraftwerksbau wird bei der CNNC über die Chinesische Kernkraftbau AG als eigener Unternehmensbereich geführt, der auch Anlagen für die petrochemische Industrie oder Wohnhäuser baut.
Außerdem baut die Kernkraftbau AG nicht nur für den Mutterkonzern, sondern auch für andere Kraftwerksbetreiber Reaktoren. So wird zum Beispiel das Kernkraftwerk Chashma in der Provinz Punjab, Pakistan, von der Pakistanischen Atomenergiekommission betrieben.
Ende April 2021 hatte die Kernkraftbau AG in China 66 Reaktoren mit einer Gesamtleistung von 69,53 GW und in Pakistan 6 Reaktoren mit einer Gesamtleistung von 3,53 GW gebaut.

### Kernreaktoren
Das Unternehmen entwickelt und baut die folgenden Kernreaktoren (Typenbezeichnungen):
- HPR1000
- ACP100
- DHR-400
- HTGR
- HL-2A

### Uranbergbau
Über das Pekinger Forschungsinstitut für Geologie und die Chinesische Uran GmbH betreibt die CNNC bzw. ihre Vorgängerinstitutionen seit März 1959 die Suche nach und den Abbau von Uran. Heute geschieht dies überwiegend durch geophysikalische Prospektion vom Weltall und von Flugzeugen aus, daneben aber immer noch durch Geologentrupps und Probebohrungen. Das Bergwerk 711 stellte 1994 seinen Betrieb ein, am 26. September 2019 wurde es unter Denkmalschutz gestellt.
Stand 2022 besitzt die CNNC Nutzungsrechte für sechs Uranlagerstätten in Tiefen von 500–1500 m und in verschiedenen Stadien der Erschließung. Die Lagerstätten enthalten insgesamt 171.400 t Uran.
Das größte Uranbergwerk der Firma befindet sich in Ili, an der Grenze zu Kasachstan. Ein weiteres Bergwerk bei einer Lagerstätte in der Inneren Mongolei mit einem Uraninhalt von 2000 t befand sich 2022 im Bau. Zum Vergleich: aus der Lagerstätte Ronneburg in Thüringen wurden zwischen 1953 und 1990 rund 113.000 t Uran gewonnen. Der Uranabbau in China erfolgt heute durch Lösungsbergbau mit in Wasser gelöstem Kohlenstoffdioxid, dem gelöster Sauerstoff beigegeben wird.
Seit 2021 betreibt das Pekinger Forschungsinstitut für Geologie anhand der von der Sonde Chang’e 5 zurückgebrachten Bodenproben Vorstudien zur Gewinnung von Uran und Helium-3 (ein Brennstoff für Kernfusionsreaktoren) auf dem Mond.

### Kernbrennstoff
Das von den Bergwerken gelieferte Yellowcake-Gemisch wird in einer Urankonversionsanlage mit einem Umsatz von 10.000 t in Uranhexafluorid umgewandelt.
Die Uran-Anreicherung erfolgt in der von einer Tochterfirma betriebenen Fabrik 504 in Lanzhou, Provinz Gansu. Am 14. Januar 1964 lieferte die Anlage das erste, für die neun Monate später gezündete Atombombe verwendete Uran, damals noch über Gasdiffusion hergestellt. 1997 stellte man auf russische Gaszentrifugen um, 2013 begann der Probebetrieb mit der ersten in China entwickelten Gaszentrifuge. Im Jahr 2011 wurden in der Fabrik 504 von der Chinesischen Uran-Anreicherung GmbH 750 t Uran produziert,
Die CNNC liefert Brennelemente für fast alle in China und Pakistan eingesetzten Reaktoren mit Ausnahme der Druckwasserreaktoren CPR-1000 der China General Nuclear Power Group (CGN) und EPR-1750 aus Frankreich. Die Hüllrohre für die stabförmigen Brennelemente, die in fast allen Reaktoren verwendet werden, bestehen aus Zirconium-Legierungen. Ab 2015 entwickelte das Institut für Konstruktion von Kernkraftanlagen in Chengdu die aus Zirconium, Zinn, Niob und Eisen bestehende Legierung N36, die besonders widerstandsfähig gegen Korrosion ist.
Außerdem arbeitet man an Hohlzylinder-förmigen Brennstäben, bei denen das Kühlmittel zusätzlich durch ein Loch in der Mitte strömt. Dadurch wird die Hitzeübertragung vom Brennstoff auf das Kühlmittel verbessert, was bei gleichen Sicherheitsstandards eine höhere Leistungsdichte ermöglicht.
Im Zusammenhang mit dem chinesischen Kernwaffenprogramm wurde ab 1958 rund 100 km westlich von Jiayuguan, Provinz Gansu, die Fabrik 404 (404厂) erbaut, in der Außendarstellung „Grubenfeld Gansu“ (甘肃矿区) genannt, wo man waffenfähiges Uran und – ab 1968 – Plutonium herstellte. Ab 1986 arbeitete man dort auch an Verfahren zur Wiederaufarbeitung von abgebrannten Brennelementen für zivile Zwecke. Dies gestaltete sich ausgesprochen schwierig, erst Ende 2010 gelang der Durchbruch.
Da China im Vergleich zu anderen Ländern relativ wenig Uranvorkommen aber eine stetig wachsende Zahl von Kernkraftwerken besitzt, hatten die CNNC und die CGN eigentlich vereinbart, gemeinsam eine große Wiederaufbereitungsanlage zu bauen. Im Jahr 2012 hatte man sich zunächst auf die kreisfreie Stadt Heshan an der Küste von Guangdong als Standort geeinigt. Detaillierte Pläne wurden ausgearbeitet und am 4. Juli 2013 das Bürgerbeteiligungsverfahren eröffnet. Nach Auslegung des Bebauungsplans und Veröffentlichung der Risikoabschätzung regte sich innerhalb kurzer Zeit starker Protest in der Bevölkerung. Daraufhin beschloss die Stadtverwaltung von Heshan trotz erwarteter Verdopplung der Steuereinnahmen am 13. Juli 2013, das Genehmigungsverfahren zu stoppen. Die übergeordneten Behörden in der bezirksfreien Stadt Jiangmen folgten am 14. Juli 2013 diesem Beschluss.
Auch ein zweiter Versuch, diesmal in Lianyungang an der Küste von Jiangsu, scheiterte 2016 an Bürgerprotesten. Im Januar 2018 unterzeichneten die CNNC und die französische Orano-Gruppe anlässlich eines Staatsbesuchs von Präsident Emmanuel Macron ein Kooperationsabkommen zum Bau einer Wiederaufbereitungsanlage im Wert von 12 Milliarden Dollar. Da es nach Lianyungang jedoch keinen weiteren geeigneten Standort gibt, gehen chinesische Branchenkenner davon aus, dass sich auch dieses Projekt in absehbarer Zeit nicht realisieren lassen wird.

### Entsorgung
Über eine Tochterfirma befasst sich die CNNC auch mit Entsorgung und Endlagerung von radioaktiven Abfällen. Schwach radioaktive Abfälle werden teilweise verbrannt, ansonsten verfügt die Atomumweltschutz GmbH über mehrere Einrichtungen zur Endlagerungen von mittel- und schwach radioaktiven Abfällen. Der Abfall wird in Fässer gefüllt und darin durch Ausgießen mit Beton auf Zementbasis immobilisiert. Abgebrannte Brennstäbe werden in speziellen Transportbehältern auf der Straße und per Bahn zu den Endlagern gebracht.

### Erneuerbare Energien
Die im November 2011 aus dem Kernkraftwerk Qinshan als Tochterfirma der CNNC hervorgegangene Kernkraft AG betreibt seit der Übernamhe der China Rich Energy Corporation Limited, einer weiteren Tochterfirma der CNNC, am 6. Januar 2021 auch Wind- und Sonnenkraftwerke.
Im ersten Halbjahr 2021 wurden von den Windkraftanlagen der Firma in der Inneren Mongolei, Gansu, Hainan etc. 1,97 Millionen kWh Strom erzeugt, von den Photovoltaikanlagen (andere Formen der Sonnenenergie werden nicht genutzt) in Hebei, Gansu und Qinghai 4,06 Millionen kWh. Was die installierte Leistung betraf, so kamen zu diesem Zeitpunkt 78,85 % des von der Firma erzeugten Stroms aus der Kernenergie, 14,23 % aus Sonnenenergie und 6,91 % aus Windenergie. Bei den im Bau befindlichen Anlagen lag der Schwerpunkt mit 85,17 % noch stärker auf der Kernenergie; 12,79 % der geplanten Leistung sollten aus im Bau befindlichen Sonnenkraftwerken kommen, und 2,04 % aus Windkraftwerken.

## Tochterunternehmen
Die China National Nuclear Corporation besitzt zahlreiche Tochtergesellschaften, darunter:
- Chinesische Kernkraft AG, Peking (中国核能电力股份有限公司, China National Nuclear Power Co.,Ltd., CNNP)[70]
- Chinesische Kernkraftbau AG, Shanghai (中国核工业建设股份有限公司, China Nuclear Engineering and Construction Corporation Limited, CNECC)[71]
- Chinesische Kernkraftbau GmbH, Peking (中国核电工程有限公司, China Nuclear Power Engineering Co., Ltd., CNPE)[72][73]
- Chinesische Kernkraftbetriebs AG, Wuhan (中核武汉核电运行技术股份有限公司, China Nuclear Power Operation Technology Corporation, Ltd., CNPO)[74]
- Chinesische Atomindustrie GmbH, Peking (中国原子能工业有限公司, China Nuclear Energy Industry Corp., CNEIC, Kernbrennstoff)[75]
- Chinesische Nuklearbergbautechnik GmbH, Peking (中核矿业科技集团有限公司, China Nuclear Mining Science and Technology Corporation, CNMSTC)[76][77]
- Chinesische Uran GmbH, Peking (中国铀业有限公司, China National Uranium Co., Ltd., Prospektion)[78]
- Chinesische Uran-Anreicherung GmbH, Lanzhou (中核兰州铀浓缩有限公司, Lanzhou Nuclear Fuel Complex)[79][58]
- Chinesische Atomfabrik 404, Jiayuguan (中核四0四有限公司, Diwopu Diggings, Wiederaufarbeitung)[80][81][82]
- Chinesische Atomumweltschutz GmbH, Peking (中核环保有限公司, Entsorgung und Endlagerung)[83][84]
- Shanghaier Puyuan GmbH (上海中核浦原有限公司, Shanghai National Nuclear Puyuan Corp., Messgeräte)[85]
- CNNC Kapitalbeteiligungs-Dachgesellschaft mbH, Peking (中国核工业集团资本控股有限公司, China National Nuclear Corporation Capital Holdings Co., Ltd., CNCH)[86]
- Chinesische Baoyuan Investitions GmbH, Peking (中国宝原投资有限公司, China Baoyuan Investment Co., Ltd.)[87]
- Zhongyuan Übersee GmbH, Peking (中国中原对外工程有限公司, China National Nuclear Corporation Overseas Ltd.)[88]
- Xinhua Wasserkraft GmbH, Peking (新华水力发电有限公司, Xinhua Hydropower Company Limited)[89]

## Sonstiges
Am 28. August 2020 veröffentlichte das US-Verteidigungsministerium die Namen sogenannter „kommunistischer chinesischer Militärunternehmen“, die direkt oder indirekt in den USA tätig sind. CNECC wurde in die Liste aufgenommen,
wodurch sich der Zugang von Wissenschaftlern aus den USA und ihnen nahestehenden Nationen zu den Bodenproben, die die Raumsonde Chang’e 5 im Dezember 2020 vom Mond zurückbrachte, deutlich erschwerte – da sich in dem Material Uran befindet, sitzt auch ein Vertreter der China National Nuclear Corporation in der Kommission, die über die Vergabe von Bodenproben für Forschungszwecke entscheidet.